# Quantitative Stilistik
Die Quantitative Stilistik (auch: Stilometrie, Stilstatistik; engl. Stylo-Statistics) ist eine Disziplin, an der sowohl die Quantitative Linguistik als auch die Quantitative Literaturwissenschaft ihren Anteil haben. 
Sie untersucht den Stil literarischer und anderer Texte mit den Mitteln der Statistik. Ziel ist es dabei immer, Stileigenschaften so objektiv wie möglich zu erarbeiten. Vor allem geht es darum, Eigenschaften von Texten numerisch zu erfassen, da es oft nicht genügt, lediglich festzustellen, ob ein stilistisches Merkmal vorhanden ist oder nicht. Stattdessen muss bestimmt werden, in welchem Ausmaß eine oder mehrere stilistische Eigenschaften einen Text prägen. Jede Stileigenschaft, die zählbar ist, kann dabei berücksichtigt werden, je nach Forschungsinteresse. Dazu gehören, um nur einige beispielhaft zu nennen: die Wortfrequenzen, die Satzlänge, die Verwendung der Wortarten, die Wortlänge, der Wortschatz-Reichtum, die Wortwiederholung (Type-Token-Relation), der Aktionsquotient und viele andere mehr.

## Linguistik oder Literaturwissenschaft
Ob eine Untersuchung zur Quantitativen Stilistik nun eher der Linguistik oder der Literaturwissenschaft zuzurechnen ist, hängt lediglich von der Fragestellung und dem Gegenstand ab: Geht es um ein literarisches Werk oder um eine Untersuchung anderer Textklassen? Gilt die Untersuchung eher  ästhetisch-literaturwissenschaftlichen Fragen oder dient sie eher allgemein linguistischen Zielen? Die Forschungsstrategie kann dann sogar übereinstimmen, etwa, wenn es darum geht, einen anonymen Autor näher zu bestimmen oder einen denkbaren Verfasser auszuschließen, eine Aufgabenstellung, die bei unbekannten literarischen Autoren ebenso wie bei anonymen Verfassern z. B. von Drohbriefen eine Rolle spielt. Auch die Frage danach, ob ein Autor/Verfasser sich eher eines verbalen oder nominalen Stils bedient und warum, kann in beiden Wissenschaften von Interesse sein.

## Möglichkeiten der Quantitativen Stilistik
Abgesehen von der Frage nach unbekannten Autoren oder der Untersuchung einzelner Stilmerkmale kann sich die Quantitative Stilistik mit der Analyse einzelner Texte oder Textgruppen befassen. So analysieren Altmann & Altmann (2008) Goethes Ballade Erlkönig hinsichtlich quantitativer Eigenschaften des Rhythmus, der Lautstrukturen, des Wortschatzes, der Bedeutungen und einiger grammatischer Eigenschaften und kommen so zu einem umfangreichen, aber keineswegs vollständigen statistischen Bild des Textes. Im Zentrum steht die Frage, welchen Gesetzmäßigkeiten die Eigenschaften des Textes unterliegen. Ein anderes Ziel verfolgt Overbeck (2011), die am Beispiel ausgewählter Texte mit quantitativen und qualitativen Mitteln versucht, einen spezifischen Stil italienischer Opernlibretti nachzuweisen.